# The Silent Child
The Silent Child é um filme de drama em curta-metragem estadunidense vencedor do Oscar de 2018 dirigido por Chris Overton. Escrito e protagonizado por Rachel Shenton e distribuído pela Slick Films, segue a história Libby, uma garota surda de quatro anos que aprende a língua de sinais por uma assistente social.

## Elenco
- Rachel Shenton ... Joanne
- Maisie Sly ... Libby
- Rachel Fielding ... Sue
- Philip York ... Paul
- Anna Barry ... Nancy
- Sam Rees ... Seb
- Annie Cusselle ... Pip